# Ellen Semple

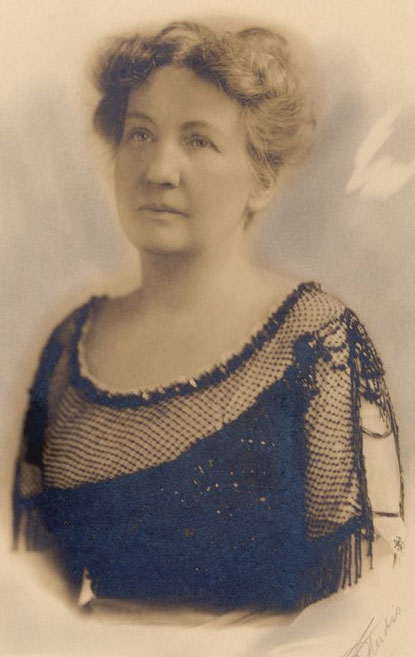
Ellen Semple in 1914

Ellen Churchill Semple (Louisville, 8 januari 1863 - West Palm Beach, 8 mei 1932) was een Amerikaanse geografe. Ze is vooral bekend om haar werk op het gebied van anthropogeografie en ecologische geografie.

## Levensloop
Doordat haar ouders waren gescheiden en haar oudere broers vroeg het huis hadden verlaten, was haar moeder de dominante en gezaghebbende figuur in haar leven. De familie was welvarend en dat gaf Semple de kans om activiteiten te ondernemen die voor andere vrouwen niet mogelijk waren. 
Moeder Semple moedigde haar aan veel te lezen. Semple was vooral geïnteresseerd in geschiedenis en reizen. Semple was de tweede vrouw uit de familie die college ging volgen, wat in die tijd meer uitzondering was dan regel. Op zestienjarige leeftijd studeerde ze af aan de Louisville Public High School om vervolgens te gaan studeren aan Vassar College. 
Nadat ze in 1882 haar bachelordiploma geschiedenis behaald had keerde ze terug naar Louisville waar ze een carrière als lerares op een meisjesschool tegemoet ging. De vakken die ze doceerde waren Grieks, Latijn en geschiedenis. Ondanks dat ze erg goed was in wat ze deed, verlangde ze terug naar Vasser College.  
Toen Semple in 1887 met haar moeder een bezoek aan Londen bracht, kwam ze in aanraking met de Amerikaan Duran Wald, die net zijn diploma had behaald aan de Universiteit van Leipzig. Hij vertelde haar over de dynamische professor geografie, Friedrich Ratzel genaamd. Hij gaf haar een kopie van Ratzels Anthropogeografie. Semple was onder de indruk van het werk van Ratzel.  Na haar bezoek aan Londen keerde Semple terug naar Vassar College om in 1891 haar masterdiploma te halen. Al snel daarna werd ze zijn student aan de Universiteit van Leipzig, Duitsland. Naar aanleiding van de colleges van Ratzel begon Semple haar eigen theorieën over antropogeografie te ontwikkelen.  
In Duitsland verbleef ze bij een Duits gezin, om zo haar kennis van de Duitse taal te verbeteren. Omdat het in deze periode voor vrouwen niet geoorloofd was colleges te volgen, maakte Semple een afspraak met Ratzel en kreeg ze toestemming om zijn colleges bij te wonen. Semple moest in de collegezaal apart zitten, ver weg van de 500 mannen die eveneens het college volgden. Ze verbleef aan de Universiteit van Leipzig tot 1892, maar kwam in 1895 terug om opnieuw bij Ratzel te studeren. Omdat ze zich niet kon inschrijven aan de universiteit, kon ze ook niet afstuderen. Daarom heeft ze nooit een diploma in de geografie behaald. Ondanks dat Semple bekend was in Duitse geografische kringen, was ze relatief onbekend in de Amerikaanse geografie. Bij haar terugkeer naar de Verenigde Staten van Amerika begon ze haar naam te vestigen door onderzoek te doen en artikelen te schrijven en te publiceren. In 1897 publiceerde ze haar eerste academische artikel in de Journal of School Geography, onder de titel “The Influence of the Appalachian Barrier upon Colonial History”.
Wat Semple tot een echte geografe maakte was haar uitstekende veldwerk en onderzoek naar de mensen in de Kentucky Highlands. In 1901 publiceerde Semple in de Geographical Journal een artikel met de titel “The Anglo-Saxons of the Kentucky Mountains, a Study in Anthropogeography”, waarmee ze zichzelf duidelijk op de kaart zette als geografe en wat het resultaat was van haar onderzoek in de Kentucky Highlands. Jarenlang onderzoek zou hieruit volgen. 
In 1903 verscheen  haar eerste boek, “American History and Its Geography”. Aanleiding voor het schijven van dit boek kwam indirect van Ratzel. Hij wilde graag dat Semple zijn ideeën in de Engels sprekende wereld bekend ging maken. Semple ging hier niet mee akkoord en besloot haar eigen boek te schrijven, gebaseerd op de ideeën van Ratzel.  
Met de publicatie van haar eerste boek ging kwam haar carrière op gang. In 1904 werd ze een van de 48 leden van de Association of American Geographers. In datzelfde jaar werd ze mederedacteur van de Journal of Geography, wat ze bleef tot 1910. In 1906 werd haar een docentenbaan aangeboden in Chicago, welke ze aannam. Ze bleef verbonden aan deze universiteit tot 1924.  Carl Sauer kreeg in Chicago les van Semple, maar keerde zich zo tegen het fysisch-geografisch determinisme, dat hij voor zichzelf begon te lezen over andere Duitse geografen. 
In 1911 reisde Semple naar Azië en het Mediterrane gebied, waar ze erg onder de indruk kwam van het landschap. Haar fascinatie voor het landschap van het Mediterrane gebied leidde ertoe dat ze twintig jaar in dit gebied doorbracht. In datzelfde jaar verscheen haar tweede boek, “Influences of Geographic Environment”. Na haar terugkeer uit het Mediterraan gebied doceerde Semple aan verschillende universiteiten, waaronder Oxford, de universiteit van Colorado, Western Kentucky University, Columbia-universiteit en UCLA. Gedurende deze periode ontving Semple de Cullum Medal van de American Geographical Society en werd ze benoemd tot president van de Association of American Geographers. 
In de periode van de Eerste Wereldoorlog gaf Semple, net als veel andere geografen, uitleg aan officieren over het Italiaanse front. Na de oorlog hervatte ze haar werk als docent. 
In 1921 werd Semple aangenomen als professor Anthropogeogaphy bij Clark University, waarmee ze het eerste vrouwelijke faculteitslid werd van die universiteit. Nadat ze in 1929 een hartaanval kreeg en enige tijd in het ziekenhuis had gelegen, werd ze door een student geholpen bij het schrijven van haar laatste boek, “The Geography of the Mediterranean Region: Its Relation to Ancient History”, dat werd gepubliceerd in 1931. Na publicatie vertrok Semple richting North Carolina, waar doktoren haar een nog milder klimaat adviseerden. Ze vertrok naar Florida om verder te kunnen genezen van haar hartaanval. In 1932 bezweek Semple aan haar slechte gezondheid en werd ze begraven in haar geboorteplaats Louisville, Kentucky.

## Geografische theorie
Beginnend als een volgeling van Ratzels fysische-determinisme heeft Semple naarmate haar carrière vorderde meer en meer afstand gedaan van de evolutionistische en organistische visie van Ratzel op de samenleving. Semple trekt meer vergelijkingen en  baseert haar werk op een systematische en analytische benadering. Semple hanteerde bij haar onderzoek een systematiek, waarbij ze de effecten van de fysische-geografische natuur in vier klassen indeelde:
1. het directe fysieke effect van de omgeving, identiek met het soort invloed dat andere levende wezens in de natuur van hun omgeving ondergaan,
2. de psychische effecten van de omgeving,
3. de economische en sociale ontwikkeling onder invloed van de toegankelijkheid van fysische hulpbronnen,
4. de elementen van het fysisch-geografisch milieu die de beweging en daarmee de uiteindelijke spreiding van de mensen op aarde bepalen.